# Jasna Góra

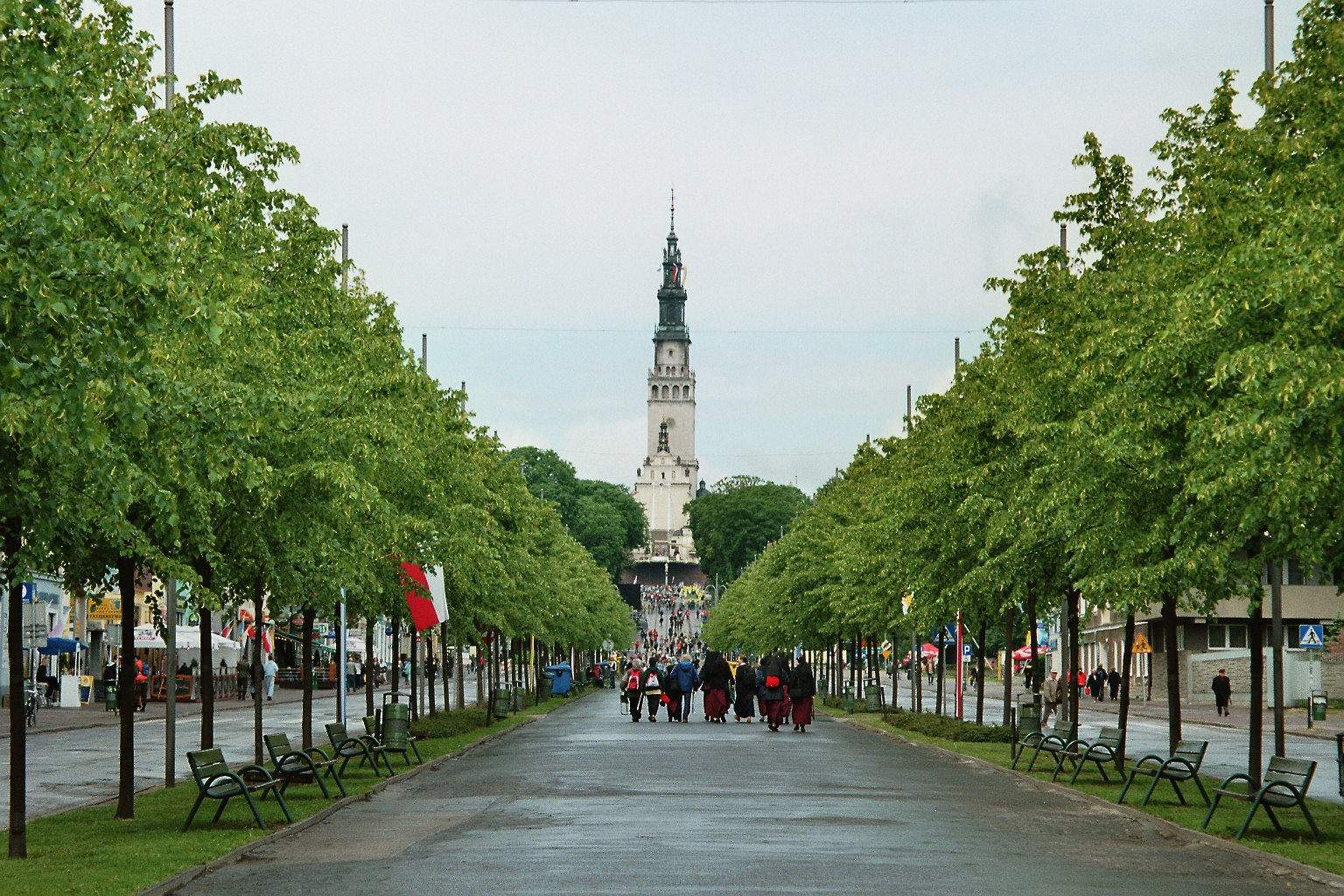

Mănăstirea Jasna Góra  („Muntele luminos”) în Częstochowa, Polonia este altarul cel mai faimos dedicat Maicii Domnului în Polonia și cel mai mare loc de pelerinaj din țară - pentru mulți, ea reprezinta capitala spirituală a Poloniei. Icoana Madonei Negre de la Częstochowa, căreia îi sunt atribuite puteri miraculoase, este comoara cea mai prețioasă a Jasnei Gora.

## Istoric

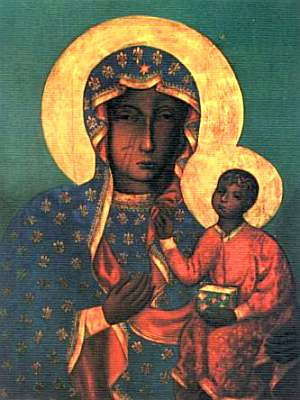
Icoana Madonei Negre de la Częstochowa.

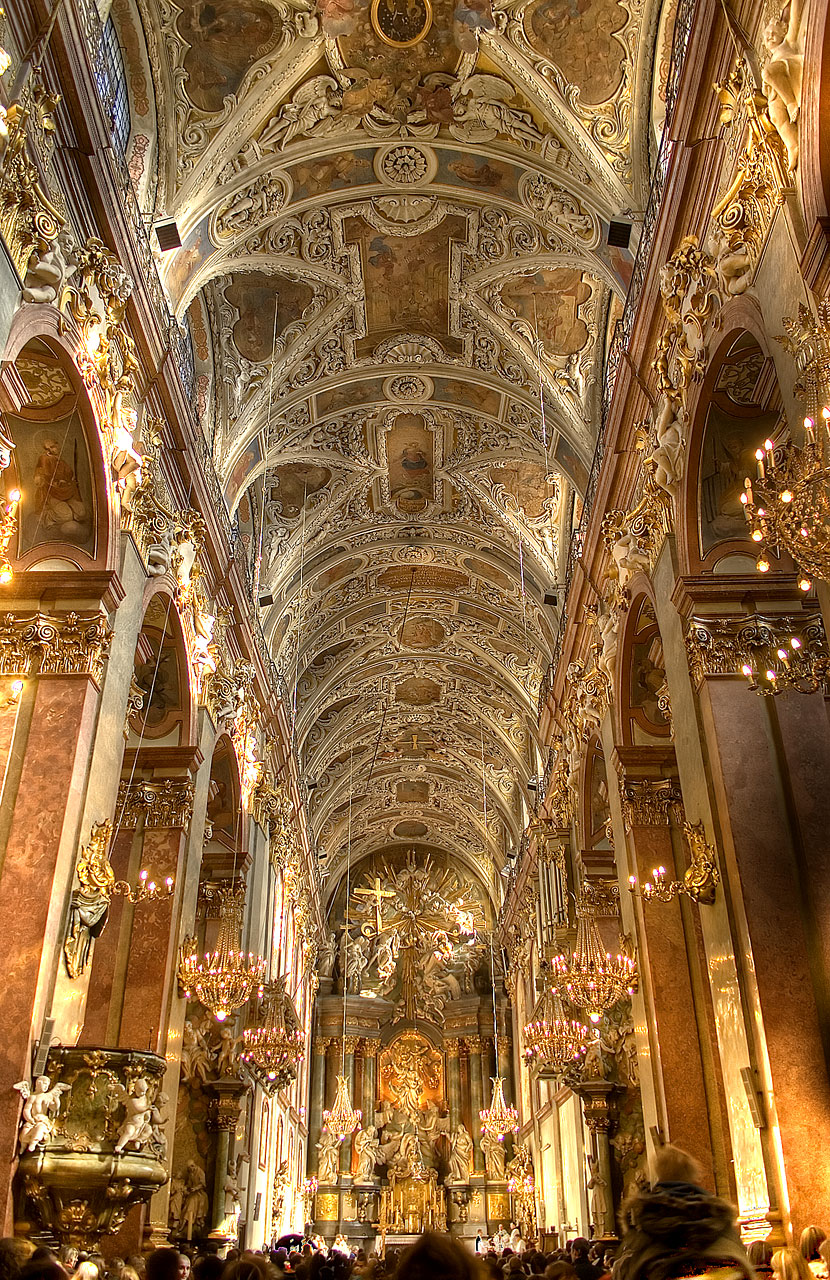
Aspect din nava principală a bazilicii mănăstirii Jasna Góra, 1693–1695

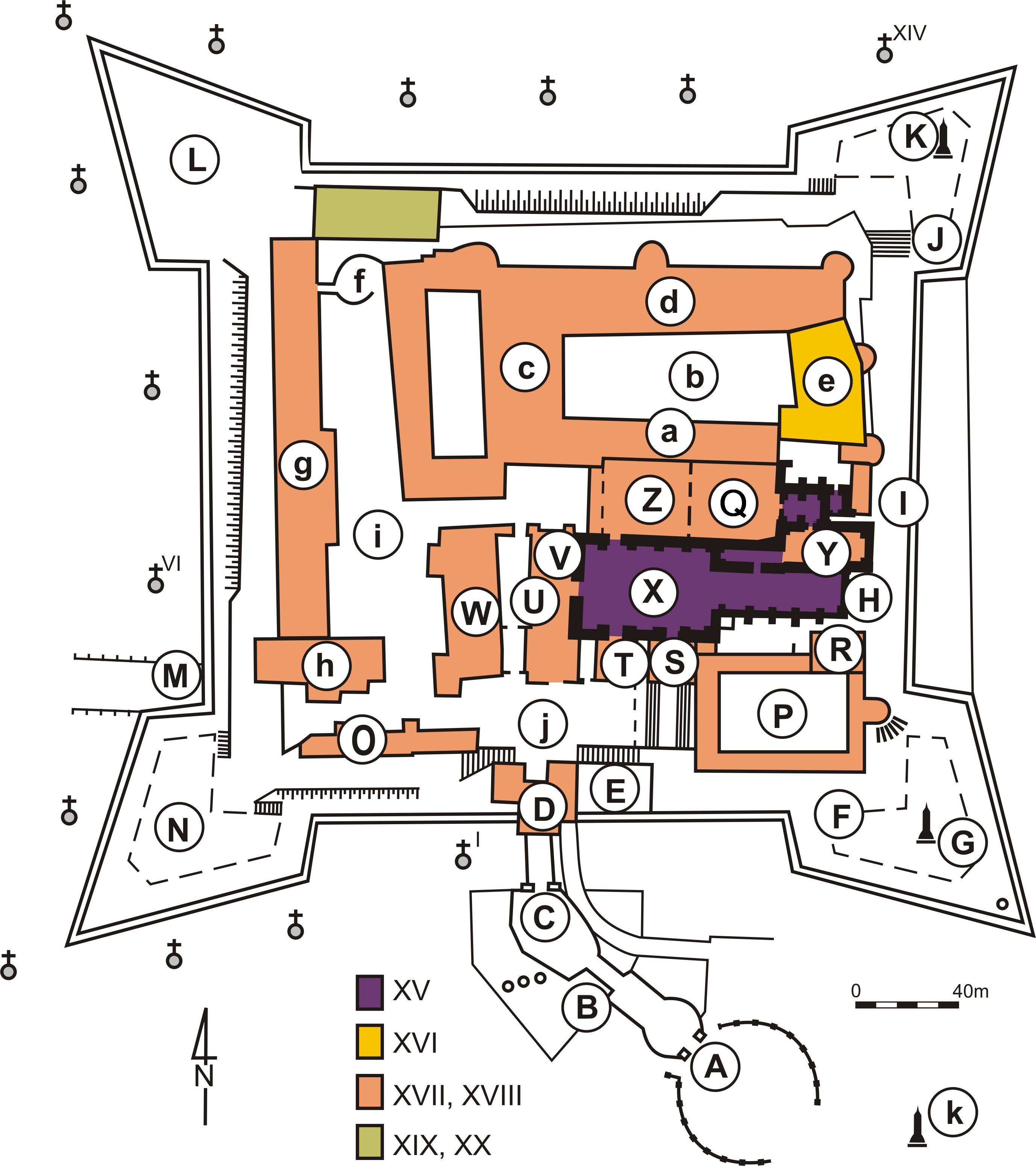
Structura Mănăstirii Jasna Góra.

Așezământul fost fondat în 1382 de către călugării paulini, care au venit din Ungaria la invitația lui Władysław, Duce de Opole. Mănăstirea a fost și este un loc de pelerinaj de multe sute de ani, posedând icoana cea mai importantă a Fecioarei Maria, din această parte a Europei. Icoana, reprezentând-o pe Maica Domnului cu Pruncul Hristos, este cunoscută sub numele de Madona Neagră de la Częstochowa sau Fecioara de la Częstochowa, și este larg venerată și creditată cu multe minuni. Printre acestea, îi este atribuita salvarea în mod miraculos  a mănăstirii în timpul asediului de la Jasna Góra, care a avut loc la data potopului, invazia suedeză din secolul al XVII-lea. Deși acest asediu a fost de o importanță militară redusă, evenimentul a stimulat rezistența poloneză. Polonezii nu au putut schimba imediat cursul războiului, dar după o alianță cu Hanatul Crimeii i-au respins pe suedezi. La scurt timp după aceea, în catedrala din Liov, la 1 aprilie 1656, Ioan Cazimir, regele Poloniei, pronunță în mod solemn jurământul lui de a consacra țara protecției Fecioarei Maria, pe care a proclamat-o patroana ei și regină peste toate domeniile din regatul său.
Se spune că regele Ioan Sobieski, înainte de a porni spre Viena, pentru a o despresura din asediul otomanilor, s-a rugat în fața icoanei Preacuratei Fecioare Maria de la Częstochowa.

## Pelerinaje
Începând încă din Evul Mediu, în fiecare an, mii de polonezi merg în grupuri de pelerini la Jasna Góra. Se estimează că 103 mii de pelerini au mers la altar în 2012 . Există câteva sute de grupuri, iar distanța medie parcursă (pe jos) este de aproximativ 350 km, efectuată în 11 zile.
Sanctuarul atrage în fiecare an foarte numeroși pelerini, îndeosebi polonezi. Muzeul său conține multe colecții de obiecte militare și religioase. Aici se poate vedea și Premiul Nobel pentru Pace primit de Lech Wałęsa în 1983.